# Épreuves par équipes masculines de saut à ski aux Jeux olympiques de 2018
Pour des articles plus généraux, voir Saut à ski aux Jeux olympiques de 2018 et Jeux olympiques d'hiver de 2018.
Navigation
Sotchi 2014 Pékin 2022
L'épreuve par équipes masculines de saut à ski aux Jeux olympiques de 2018 sur le grand tremplin se déroule le 19 février 2018 au Alpensia Jumping Park.
L'épreuve est remportée par les Norvégiens, devant les Allemands et les Polonais.

## Organisation

### Site
.

### Calendrier
L'épreuve se déroule le 19 février à partir de 21h30 heure locale (UTC+9).
| Date            | Manche | Horaire | Horaire |
| --------------- | ------ | ------- | ------- |
| 19 février 2018 | Finale | 21:30   |         |

## Résultats
|                                     |         |                                                                                   | Manche 1                | Manche 1                      | Manche 1 | Manche finale           | Manche finale                 | Manche finale | Total                          |
| Rang                                | Dossard | Pays                                                                              | Distance (m)            | Pays                          | Rang     | Distance (m)            | Points                        | Rang          | Points                         |
| ----------------------------------- | ------- | --------------------------------------------------------------------------------- | ----------------------- | ----------------------------- | -------- | ----------------------- | ----------------------------- | ------------- | ------------------------------ |
| Médaille d'or, Jeux olympiques      | 12      | Norvège Daniel-André Tande Andreas Stjernen Johann André Forfang Robert Johansson | 136,0 133,0 132,5 137,5 | 545,9 141,8 134,6 132,3 137,2 | 1        | 140,5 135,5 132,0 136,0 | 552,6 145,5 139,8 129,7 137,6 | 1             | 1098,5 287,3 274,4 262,0 274,8 |
| Médaille d'argent, Jeux olympiques  | 11      | Allemagne Karl Geiger Stephan Leyhe Richard Freitag Andreas Wellinger             | 136,0 128,0 134,5 140,0 | 543,9 139,4 124,1 134,5 145,9 | 2        | 134,0 129,0 134,5       | 531,8 131,7 126,0 135,8 138,3 | 2             | 1075,7 271,1 250,1 270,3 284,2 |
| Médaille de bronze, Jeux olympiques | 10      | Pologne Maciej Kot Stefan Hula Dawid Kubacki Kamil Stoch                          | 129,5 130,0 138,5 139,0 | 540,9 128,3 129,8 139,7 143,1 | 3        | 133,0 134,0 135,5 134,4 | 531,5 127,0 134,8 135,3 134,4 | 3             | 1072,4 255,3 264,6 275,0 277,5 |
| 4                                   | 9       | Autriche Stefan Kraft Manuel Fettner Gregor Schlierenzauer Michael Hayböck        | 133,5 122,5 127,5 133,5 | 493,7 131,8 109,9 118,0 134,0 | 4        | 126,5 125,5 122,5 138,5 | 484,7 116,7 118,2 111,3 138,5 | 4             | 978,4 248,5 228,1 229,3 272,5  |
| 5                                   | 8       | Slovénie Jernej Damjan Anže Semenič Tilen Bartol Peter Prevc                      | 126,5 125,0 129,5 134,5 | 492,4 118,9 116,5 120,6 136,4 | 5        | 129,5 123,5 122,0 133,5 | 475,4 122,2 111,1 110,1 131,1 | 5             | 967,8 241,1 227,6 231,6 267,5  |
| 6                                   | 7       | Japon Taku Takeuchi Daiki Itō Noriaki Kasai Ryoyu Kobayashi                       | 124,0 126,0 124,0 132,5 | 475,5 113,6 117,6 112,2 132,1 | 6        | 123,0 125,0 130,0       | 465,0 110,5 109,8 117,9 126,8 | 6             | 940,5 224,1 227,4 230,1 258,9  |
| 7                                   | 6       | Russie (OAR) Alexey Romashov Denis Kornilov Mikhail Nazarov Evgeniy Klimov        | 117,5 122,0 115,0 123,0 | 409,6 99,4 108,6 90,6 111,0   | 7        | 114,0 121,5 115,5 122,0 | 400,2 90,1 107,5 93,8 108,8   | 7             | 809,8 189,5 216,1 184,4 219,8  |
| 8                                   | 5       | Finlande Janne Ahonen Andreas Alamommo Jarkko Määttä Antti Aalto                  | 122,5 117,0 118,0 115,0 | 397,5 109,7 97,3 97,6 92,9    | 8        | 120,5 115,5 113,5 118,5 | 392,9 104,6 94,8 89,5 104,0   | 8             | 790,4 214,3 192,1 187,1 196,9  |
| 9                                   | 3       | États-Unis Casey Larson William Rhoads Michael Glasder Kevin Bickner              | 111,5 107,5 113,0 131,0 | 377,2 85,7 80,4 86,4 124,7    | 9        | —                       | —                             | —             |                                |
| 10                                  | 4       | République tchèque Viktor Polášek Vojtěch Štursa Čestmír Kožíšek Roman Koudelka   | 116,0 107,0 111,5 124,0 | 370,1 95,7 78,3 84,6 111,5    | 10       | —                       | —                             | —             |                                |
| 11                                  | 2       | Italie Federico Cecon Davide Bresadola Sebastian Colloredo Alex Insam             | 102,0 114,0 115,0 122,5 | 364,5 69,7 94,9 94,3 105,6    | 11       | —                       | —                             | —             |                                |
| 12                                  | 1       | Corée du Sud Kim Hyun-ki Park Je-un Choi Heung-chul Choi Se-ou                    | 102,5 81,5 110,5 115,0  | 274,5 68,8 29,4 83,3 93,0     | 12       | —                       | —                             | —             |                                |